# IronRuby
IronRuby — реалізація мови програмування Ruby на платформі .NET Framework.
IronRuby побудований на основі Dynamic Language Runtime (DLR), додаток до CLR направлений на те, щоб підтримувати специфічні різниці між статично внесеними мовами (наприклад C#) і динамічними мовами (наприклад Ruby).
Основна перевага DLR, не зважаючи на факт, що DLR дозволяє задовольнити особливі потреби динамічних мов, є властивість поєднувати і розуміти код іншої мови, побудованої згідно з DLR. Іншими словами справжня перевага полягає в тому, що бібліотека, побудована для IronRuby 2.0, буде доступною до такого самого ступеню, як і Динамічний VB (VBx) та новий DLR JavaScript компайлер, а отже і JavaScript(3.0).
Iron Ruby також може бути застосований в Майкрософт Silverlight, який є поширенішим в закладах вищої освіти для того, щоб поширити підтримку платформ для прийняття медіа потоків.